# Well-to-Tank
Well-to-Tank (auch Well2Tank oder WTT, sinngemäß: „vom Bohrloch bis zum Tank“, oder Well-to-Station: „vom Bohrloch bis zur Tanksäule“) ist eine Betrachtungsweise des Aufwandes zur Bereitstellung der Antriebsenergie bei Kraftfahrzeugen von der Primärenergiegewinnung bis zur Bereitstellung für das Fahrzeug. Übergabepunkt für die wirtschaftlichen und energetischen Betrachtungen ist dabei allgemein die letzte (meist geeichte) Messeinrichtung vor dem Fahrzeug.

## Allgemeines
Well-to-Tank bezeichnet die Wirkkette, die bis zur Energiebereitstellung am Fahrzeug entsteht und nicht den Fahrzeugwirkungsgrad betrifft. Sachlich übertragen betrachtet WTT den Energiepfad „von der Primärenergie bis zur Endenergie an der Tanksäule /Ladesäule /Steckdose“, ohne das Kraftfahrzeug einzubeziehen. Die zu berücksichtigenden Einflüsse sind dabei nicht absolut, da sie nicht nur von der Art der Antriebsenergie und den Herstellungsverfahren abhängig sind, sondern auch von der gewählten Betrachtung, der Rohstoffverfügbarkeit, der Preisentwicklung und anderen Faktoren. Dadurch ergeben sich Unterschiede in den Bereitstellungsketten je nach globalem Standort und auch nach der Art und dem Zeitpunkt der Betrachtung. Folgende Betrachtungsweisen sind üblich:
- Wirkungsgrad
- Kosten pro Energieeinheit
- Schadstoffausstoß pro Energieeinheit

Die Well-to-Tank-Wirkkette ist vom Fahrzeughersteller nicht beeinflussbar und daher in den Verbrauchs- oder Schadstoffangaben der Hersteller nicht enthalten. Die Summe aus Well-to-Tank und Tank-to-Wheel ergibt die Gesamtwirkkette des Fahrzeuges im Betrieb Well-to-Wheel. Eine Simulation mit Computerprogrammen, z. B. Optiresource, kann dabei die Zusammenhänge darstellen und Optimierungsmöglichkeiten aufzeigen.
Noch umfassender ist die Betrachtung des gesamten Lebenszyklus eines Produktes. Diese erfasst für Kraftfahrzeuge neben der Betrachtung des Fahrzeugbetriebes Well-to-Wheel die Wartung, den Unterhalt und auch die Herstellung und Entsorgung. Derartige Betrachtungen werden als umfassende Kostenanalyse, als Ökobilanz oder Ökoeffektivität erstellt.

## Well-to-Tank für fossile Kraftstoffe
Bei Kraftfahrzeugen mit Verbrennungsmotor sind derzeit (2014) fossile Kraftstoffe auf der Basis von fossilen Energien, vor allem aus Erdöl und Erdgas Standard. Well-to-Tank fasst dabei den Produktionsaufwand zusammen, der für Primärenergieförderung, den Transport der Primärenergieträger, die Raffinierung, Aufbereitung und beispielsweise Kompression bei Antriebsgasen, sowie den Transport der Treibstoffe zu den Tankstellen entsteht.
Da es sich um eine reine Aufwandsbetrachtung handelt, bleiben energetische Verluste und ökologische Auswirkungen, die beispielsweise bei der Erdölgewinnung durch das Abfackeln von Begleitgasen entstehen, bei WTT ebenso wie beim Erntefaktor weitgehend unbetrachtet. Zusätzlich zum Förderaufwand wird nur der Aufwand für die Errichtung und den Betrieb der Anlagen zur Abfackelung bilanziert.
In Deutschland wird der Well-to-Tank-Wirkungsgrad meist bei Benzin mit ca. 82 %, Diesel mit ca. 90 % und Erdgas mit ca. 86 % angesetzt. Eine Studie von 2008 aus der Schweiz im Auftrag der Stadt Zürich gab für Benzin 1,29, Diesel 1,22 und für Erdgas 1,17 als Primärenergiefaktoren an, also Benzin 77,5 %, Diesel 82 %, Erdgas 85 % Wirkungsgrad für die Herstellung. Die Deutsche Energie-Agentur bezifferte 2011 allein den Energieanteil der Raffinerien am Well-to-Wheel Verbrauch von Kraftfahrzeugen (S. 33) mit 8,7 % – ohne Förderung, Distribution und Transport. Die zu Grunde liegende Datenbasis stammt aus der Zeit vor 2008.
Diese Werte sind aber nicht absolut, da sich beispielsweise Aufwand und Kosten der Gewinnung mit zunehmender Verknappung (Erschließung ineffizienterer, komplizierterer Lagerstätten) erhöhen und sich damit der Wirkungsgrad verschlechtert oder eben der Primärenergiebedarf für die Bereitstellung der Kraftstoffe weiter steigt. Auch ist das Produktionsvolumen der verschiedenen Kraftstoffe in den Raffinerien unter Effizienzgesichtspunkten optimiert. In Deutschland waren es 2010 etwa 30 Mio. Tonnen Diesel und 21 Mio. Tonnen Benzin. Eine Verdoppelung des Dieselanteils gegenüber dem Benzinanteil würde zu einem etwa 6 % höherem Energiebedarf in den Raffinerien führen.
Die zunehmende Gewinnung von Schweröl aus Ölsanden ist mit einem drei- bis viermal höheren Energieverbrauch /Treibhausgasemissionen verbunden als bei konventionell gefördertem Öl.
Da die Fördertechniken und Herstellungsprozesse der fossilen Kraftstoffe langjährig optimiert wurden, kann auch nicht mehr mit signifikanten Effizienzverbesserungen im Herstellungsprozess gerechnet werden. Die Förderkosten, die zunehmend vom Energieverbrauch dominiert werden, betragen heute etwa das 4 bis 6fache für unkonventionelle Ölförderung gegenüber der konventionellen Ölförderung. „Der hohe Energieverbrauch treibt schon jetzt die Kosten der Produktion: Schätzungen der Unternehmensberatung Cambridge Energy Research Associates haben ergeben, dass die Kosten bei der Gewinnung aus Ölsand schon heute [Anm.: 2011] bei etwa 85 Dollar pro Barrel liegen. Ein Barrel Öl in Saudi-Arabien zu fördern, kostet etwa 20 Dollar.“ Der Wirkungsgrad der Bereitstellung fossiler Kraftstoffe wird sich zukünftig weiter verschlechtern.
Auch der Energieaufwand für die Kraftstofferzeugung in den Raffinerien wird sich weiter erhöhen (bis 50 % der Kosten), da aus Umweltschutzgründen immer höhere Anforderungen (bspw. Schwefelarmut) an die Kraftstoffe gestellt werden.

## Well-to-Tank bei Biokraftstoffen
Für die Herstellung von Biokraftstoffen, die in der Regel fossile Kraftstoffe für Kraftfahrzeuge mit Verbrennungsmotoren teilweise oder ganz ersetzen sollen, muss der Aufwand für den Anbau, die Ernte, die Aufbereitung und die Verteilung betrachtet werden. Während sich bei dezentral erzeugten und verbrauchten Biokraftstoffen wie Pflanzenöl und Bioethanol kurze Wirkketten ergeben, ist die Wirkkette bei hydriertem Pflanzenöl, Biodiesel oder BtL-Kraftstoff länger, der Aufwand größer und daher der WTT-Wirkungsgrad teils deutlich geringer.

## Well-to-Tank bei der Stromerzeugung für den Elektroantrieb
Bei Elektroautos kennzeichnet Well-to-Tank den Herstellungsaufwand bei der Erzeugung und Bereitstellung elektrischer Energie bis zur Übergabe an das Kraftfahrzeug an der Stromtankstelle /Steckdose. Die Betrachtung enthält also die Verluste der Stromerzeugung aus fossilen Quellen (Kohle, Erdgas und Erdöl) und aus regenerativen Quellen (Wasserkraft, Windenergie, Sonnenenergie, Biomasse, Geothermie) sowie die Verluste aus Stromtransformation und den Transport (Übertragungsverlust).
Die Stromgewinnung aus Kernenergie lässt sich unter Wirkungsgradaspekten schwierig betrachten, da der Wirkungsgrad mit 33 % willkürlich festgesetzt wurde. Der Wirkungsgrad der Erzeugung und Bereitstellung elektrischer Energie hat sich durch verbesserte Technologien, den Einsatz von erneuerbaren Energien und dezentrale Stromerzeugung wie bspw. Anlagen mit Kraft-Wärme-Kopplung bisher stetig verbessert.
Der KEA-Wert, der ganzheitlich den primärenergetischen Aufwand eines ökonomischen Gutes beschreibt, beträgt für einen Diesel-PKW „101,4“, für ein Elektro-Fahrzeug (Strommixes 2007) „121“ und für ein Elektro-Fahrzeug bei 100 % erneuerbar gewonnenem Strom „83“.

### Wirkungsgrade der Bereitstellung elektrischer Energie und Primärenergiefaktoren
Der Wirkungsgrad von Stromtransformation und Transport zum Endverbraucher (Übertragungs- und Verteilnetze) beträgt in Deutschland etwa 94 %. Die 6 % Übertragungsverluste werden bei jeder Stromgewinnungsart zusätzlich abgerechnet. Geringere Verluste entstehen dabei durch zunehmende dezentrale Energieerzeugung, da mehrfache Transformationen und lange Übertragungswege entfallen. Für Langstreckenübertragung elektrischer Energie wurde die verlustarme Hochspannungsgleichstromübertragung entwickelt. In einer US-Studie der Universität Berkeley von 2006 über elektrische Mobilität steht auf Seite 8: „6.6% electricity transmission loss (national average)“ für das chinesische Stromnetz. Deutschland hat kürzere Leitungswege und eine moderne Infrastruktur.
Neue, effiziente Braunkohlekraftwerke arbeiten mit 43 %, Steinkohlekraftwerke mit bis zu 47 %. In Deutschland wird der Gesamtwirkungsgrad aller Kohlekraftwerke mit 38 % angenommen. Der Gesamtwirkungsgrad für reinen Kohlestrom mit Transportverlusten wäre dabei 35,7 %, der Primärenergiefaktor für die Strombereitstellung ist dann 2,8.
Effizienter arbeiten Gas-und-Dampf-Kombikraftwerke mit einem elektrischen Wirkungsgrad bis über 60 %. Im Durchschnitt werden 55 % angenommen, inklusive Verteilung ergäben sich dann 51,7 %, Primärenergiefaktor 1,93.
Da beim Einsatz von Wind, Wasser und Sonne keine Primärenergie eingesetzt werden muss, ergäben sich Wirkungsgrade von bis zu 94 %. Dabei fließt bei der Stromerzeugung aus regenerative Energien, wie Wasserkraft, Wind oder Photovoltaik nur die erzeugte elektrische Energie in den Primärenergieverbrauch und die Wirkungsgradbetrachtung ein. Bei der Stromerzeugung aus Biomasse sollte deren Erzeugungs- und Bereitstellungsaufwand einbezogen werden. Es wird daher von einem Wirkungsgrad von etwa 90 % (Primärenergiefaktor 1,11) ausgegangen. Bei der Betrachtung der Kosten von Well2Tank müssen die notwendigen Anlagen /Erzeugerkosten für alle Stromerzeugungsarten immer mit einbezogen werden.
Besonders betrachtet werden muss die Stromerzeugung in Atomkraftwerken. Deren willkürlich festgesetzter Wirkungsgrad von 33 % soll den Aufwand für Rohstoffgewinnung, Aufarbeitung, Stromerzeugung und Entsorgung radioaktiven Abfalls beinhalten. An der Steckdose ergäbe sich mit den Übertragungsverlusten ein Wirkungsgrad von 31 % und ein (fiktiver) Primärenergiefaktor von 3,22. Je nach Standpunkt wird die Wirkkette von Atomstrom allerdings stark kontrovers diskutiert.

### Praktischer Ansatz im realen Strommix
In der Praxis (außer bei Eigenerzeugung) besteht der Strom aus einem sich veränderndem Strommix verschiedener Erzeuger.
Der Wirkungsgrad der gesamten Stromerzeugung verbessert sich durch Effizienzsteigerungen der vorhandenen Kraftwerke, verstärkten Einsatz von erneuerbarer Energie, effizientere Kraftwerkstechnologie wie Gas-und-Dampf-Kombikraftwerke, Blockheizkraftwerke, einen optimaleren Einsatz dieser Kraftwerke oder auch effizientere Übertragungstechnologien wie Hochspannungs-Gleichstrom-Übertragung.
Er verschlechtert sich beispielsweise durch eine Vergrößerung des Anteils weniger effizienter Stromerzeuger an der Gesamtstrommenge. Auch schwankt der Wirkungsgrad der Gesamtstromerzeugung saisonal: In Deutschland ist er im Sommer höher als im Winter: Der Anteil der fossilen Kraftwerke (am geringeren sommerlichen Strombedarf) ist im Sommer deutlich geringer (Abschaltungen, Teilelastbetrieb, Wartungsabschaltungen), da der Gesamtstrombedarf geringer ist. Gleichzeitig erzeugen Wasser und Photovoltaik im Sommer größere Strommengen als im Winter.
Eine im Dezember 2008 veröffentlichte Studie aus der Schweiz weist national einen Primärenergiefaktor, der die Verluste für die Verteilung beinhaltet, von 2,97 und für die gesamte UCTE von 3,53 aus.
2009 lag der Primärenergiefaktor für die Stromerzeugung in Deutschland bei 2,6.
Basierend auf den Daten für den Strommix 2010 kann für die Gesamtstromerzeugung folgender Ansatz gewählt werden:
- Kohle: 43 % Gesamtanteil mit 38 % Wirkungsgrad
- Kernenergie: Anteil 22 % mit 33 % Wirkungsgrad[15][Anm. 1]
- Erdgas: 14 % Anteil mit 55 % Wirkungsgrad
- Wasser, Wind und Sonne: 11,4 % Anteil mit 100 % Wirkungsgrad
- Biomasse und sonstiges (Müllverbrennung, Grubengase u. a.): 10,6 % mit 90 % Wirkungsgrad

Der Wirkungsgrad aller Stromerzeuger im Mix kann daher mit 52,57 % angesetzt werden. Unter Beachtung der 6 % Transportverluste ergäbe sich für 2010 ein Wirkungsgrad von 49,4 % an der Steckdose für den allgemeinen Strommix in Deutschland. Das bedeutet, für eine kWh nutzbare elektrische Energie beim Verbraucher muss beim Strommix in Deutschland etwas mehr als das Doppelte an Energie (Primärenergiefaktor: 2,02) am Beginn der Stromerzeugung aufgebracht werden. Für die Betrachtungen zum fossilen Primärenergieverbrauch wurde ein Wert 486gCO2/kWh festgestellt.
Anmerkungen:
1. 1 2  Der Wirkungsgrad von Kernkraftwerken wird nach offiziellen Berechnungsmethoden (IEA, EUROSTAT: Wirkungsgradansatz) fiktiv mit 33 % angesetzt, da dem Kernbrennstoff (z. B. Uran) nicht auf einfache Weise eine Art Brennwert (wie bei fossilen Energien) zugeordnet werden kann, d. h. es existiert physikalisch/ chemisch keine klar definierte Primärenergie. Bezogen auf die gesamte Spaltenergie von U235 liegt der Wirkungsgrad eines Kernkraftwerks bei knapp 10 %. Bei diesem Ansatz muss aber zusätzlich der Aufwand der Wiederaufarbeitung der Brennstäbe und die notwendige Entsorgung mit einkalkuliert werden.
2. ↑  In verschiedenen Publikationen werden bei Wirkungsgradbetrachtungen für die erneuerbaren Energien die Umwandlungsgrade (Wasser ca. 90 %, Wind ca. 50 %, Photovoltaik ca. 15 %) einbezogen. Dies ist insofern falsch, da bei diesen Verfahren keine Primärenergie verbraucht wird und die Ausgangsenergien kostenlos zur Verfügung stehen bzw. kein Erzeugungs- und Bereitstellungsaufwand für die Ausgangsenergien vorhanden ist. (Siehe auch Quelle: Vorwort zu den Energiebilanzen für die BRD)
3. ↑  Die Abschaltung vieler AKW in Deutschland seit 2011 ist in dieser Angabe noch nicht eingeflossen. Die Effizienz der Gesamtstromerzeugung in Deutschland verbessert sich dadurch deutlich.

## Well-to-Tank bei der Wasserstofferzeugung
Bei der Wasserstofferzeugung muss ebenfalls die komplexe energetische Vorkette bis zur Bereitstellung an der Tankstelle betrachtet werden. Zu berücksichtigen ist für die Bereitstellung von Wasserstoff als Treibstoff neben der Herstellung auch die notwendige Kompression (bis 700 bar für mobilen Einsatz, max. 88 %) oder Verflüssigung (unterhalb von 21,15 Kelvin bzw. −253 °C, max. 80 %) und der Transport(ca. 99 %). Dabei wird für mobile Anwendungen heute (2014) ausschließlich die Speicherung in Drucktanks eingesetzt, während für stationäre Lagerung größerer Mengen meist Flüssigtanks eingesetzt werden, die ohne kontinuierlichen Verbrauch durch die unvermeidliche Erwärmung Verluste durch Ausgasen besitzen. Diese energetischen Verluste müssen in die Wirkungsgradbetrachtung einbezogen werden.
Standard (>90 % allen Wasserstoffes) ist derzeit die Gewinnung aus fossilen Primärenergien, hauptsächlich die Dampfreformierung aus Erdgas mit einem Wirkungsgrad von ca. 75 %. Der Aufwand für die Erdgasgewinnung und Verteilung kann dabei wie bei  Erdgasfahrzeugen mit ca. 86 % angenommen werden. Zusammen mit der notwendigen Kompression und dem Transport ergibt sich ein Gesamtwirkungsgrad von maximal 56,2 %. Bei Speicherung von Flüssigwasserstoff liegen die Werte durch den Aufwand für die Verflüssigung und die Gasungsverluste deutlich darunter.
Die oft angeführte Elektrolyse aus Wasser ist mit einem Wirkungsgrad von maximal 80 % zwar effizienter, durch die vorher notwendige Stromerzeugung als Strommix mit 48,8 % und die Verluste bei der Kompression und Transport wird das Gesamtverfahren (maximal 34 %) derzeit (2012) jedoch ineffizient  als Kraftstofferzeugungsart. Bedeutung könnte die Hydrolyse gewinnen, wenn zur Erzeugung ausschließlich überschüssiger Strom aus erneuerbaren Energien verwendet wird. Der Wirkungsgrad von Hydrolyse mit regenerativem Strom und Verdichtung auf 700 bar wurde für den Toyota FCHV-adv mit 65 % angegeben. Der Gesamtwirkungsgrad verschlechtert sich, wenn die elektrische Energie erst über das Stromnetz herangeführt werden muss.
Verfahren zur Wasserstofferzeugung aus Biomasse können ebenfalls hohe Wirkungsgrade erreichen, die Bereitstellung der Biomasse muss jedoch ebenfalls in die Betrachtung einbezogen werden. Großtechnische Anwendungen sind in Deutschland nicht bekannt. Derzeit gilt Biowasserstoff als energetisch und ökonomisch unwirtschaftlich.